# Riu Afrin
El riu Afrin (àrab: عفرين, ʿAfrīn; llatí: Uphrenus) és un afluent del riu Orontes, a la part baixa i per la dreta. Antigament s'anomenava Oenobaras (grec Oinobaras o Oinoparas), on va morir Ptolemeu VI Filomètor després de derrotar a Alexandre I Balas, de les ferides rebudes al caure de cavall durant la batalla de l'Orontes.
Durant els primers segles de l'islam tenia al sud diverses petites fortaleses: Tizin, Artah, Imm, i en temps de les croades la gran fortalesa de'Harim més propera a l'Orontes. A la vora del riu hi havia l'antiga metròpolis regional de la Cirrèstica (Cirrhèstica), Quris (Cyrrhus o Cirrhestis) mentre la capital amb els àrabs, Azaz, estava lluny del riu. A una de les seves fonts es conserven la ruïnes de la fortalesa de Rawandan. Fou una de les principals regions de l'occident del territori anomenat Awasim, un districte militar de frontera. Al segle x la vall fou reconquerida pels bizantins (965) que la van perdre al segle xi, i al segle xi fou ocupada pels croats.